# Jazzaway Records
Jazzaway Records is een onafhankelijk Noors platenlabel voor jazzmuziek, dat zich richt op nieuwe jazz en geïmproviseerde muziek.

## Geschiedenis
Het label werd opgericht door saxofonist Jon Klette, die de leider is van jazzband Jazzmob. De eerste uitgave van het label was ook een cd van deze band. Andere musici die op Jazzaway Records uitkwamen zijn onder meer Florebius (met Lena Nymark), Sonny Simmons, Crimetime Orchestra, Morthana, The Core, Alpaca Ensemble en Anders Aurum Trio. Het label is gevestigd in Oslo.

## Huidige artiesten
- Anders Aarum
- Bushman's Revenge
- Close Erase
- Dingobats
- Ebersson/Zanussi/Lofthus
- Eirik Hegdal
- Jazzmob
- Jon Eberson

- Lucian Ban
- Per Zanussi
- Sam Newsome
- Sonny Simmons
- Svein Olav Herstad
- The Core
- Trondheim Jazz Orchestra